# Cnephasia pasiuana
Cnephasia pasiuana es una especie de polilla perteneciente al género Cnephasia, categorizada en la tribu Cnephasiini, de la subfamilia Tortricinae.

## Distribución
Se distribuye por Europa.

## Taxonomía
Fue descrita por Hubner en 1799 y publicada por primera vez en (Tortrix), Samml. Eur. Schmett. 7: pl. 16 fig. 99.